# فرودگاه گرند فرک
فرودگاه گرند فرک (به انگلیسی: Grand Forks Airport) یک فرودگاه همگانی با کد یاتا ZGF است که یک باند فرود آسفالت دارد و طول باند آن ۱۳۱۴ متر است. این فرودگاه در کشور کانادا قرار دارد و در ارتفاع ۵۲۵ متری از سطح دریا واقع شده‌است.